# Comté de Montserrado
Le comté de Montserrado est l’un des 15 comtés du Liberia. La capitale nationale, Monrovia est enclavée au sein de ce comté. La capitale du comté n’est pas Monrovia, mais Bensonville.

## Géographie
Le comté se situe au nord-ouest du pays et possède un accès à l'océan Atlantique au sud.

## Districts
Le comté est divisé en 4 districts :

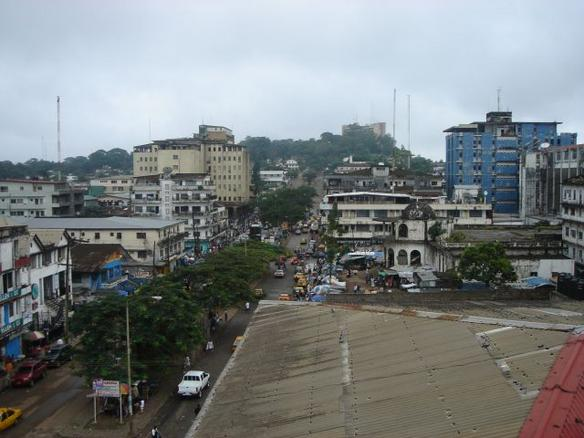
Paysage urbain de Monrovia.

- District de Careysburg
- District de Greater Monrovia
- District de St. Paul River
- District de Todee

## Liens
- Ressource relative à la musique :   - MusicBrainz
- Notice dans un dictionnaire ou une encyclopédie généraliste :   - Gran Enciclopèdia Catalana